# Praia Rasa (Cabo Frio)

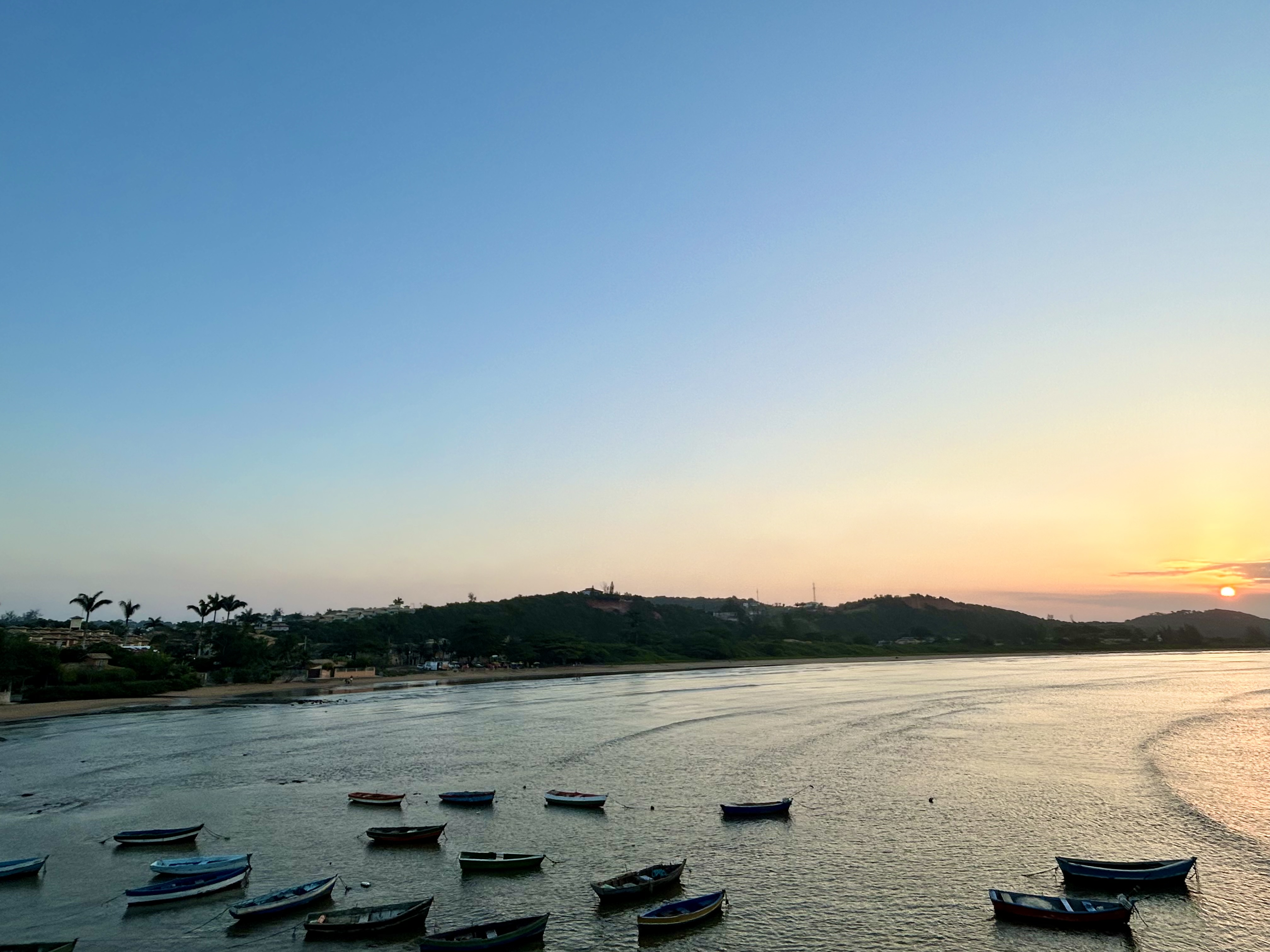
Pôr do sol na Praia Rasa

A Praia Rasa localiza-se na cidade de Cabo Frio, no estado brasileiro do Rio de Janeiro.

## Ver também

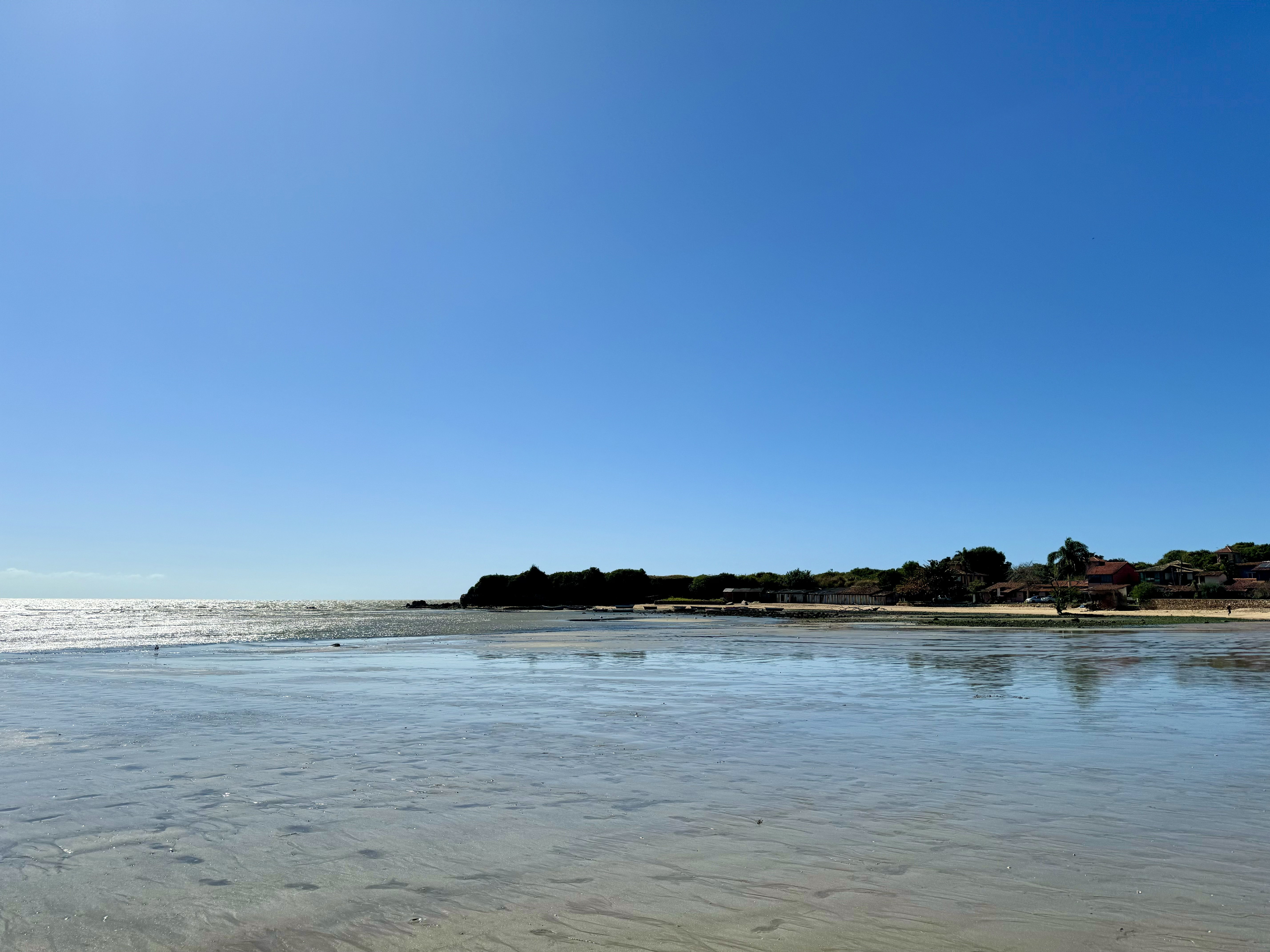
Maré baixa na Praia Rasa